# Marta Martínez Alonso
Marta Martínez Alonso (Madrid, 1966) es una matemática española. Desde 2020, es la directora general de IBM Europa, Oriente Medio y África. Es socia de honor de la Real Sociedad Matemática Española.

## Trayectoria
Martínez Alonso nació en Madrid en 1966. Se licenció en Ciencias Matemáticas por la Universidad Complutense de Madrid y después cursó el programa de alta dirección de empresas en el IESE Business School perteneciente a la Universidad de Navarra.
Tras trabajar durante catorce años en Hewlett-Packard, Martínez Alonso se incorporó en IBM en 2003 como ejecutiva del sector de comunicaciones para España y Portugal. Desde el 2006, fue vicepresidenta de la organización de Ventas de IBM SPGI, donde se responsabilizó de la actividad comercial y la relación de IBM con los principales clientes. El año 2008 estuvo asignada en la sede central de IBM en los Estados Unidos como vicepresidenta de Ventas de Servicios de Infraestructuras a escala mundial. Desde enero de 2012, fue directora general de IBM Global Technology Services España, Portugal, Grecia e Israel (IBM SPGI).
En 2018, fue miembro del jurado de los Premios Princesa de Asturias de Investigación Científica y Técnica.
En julio de 2020 fue nombrada directora general de IBM para Europa, Oriente Medio y África, primera mujer en ocupar ese cargo.

## Vida personal
Martínez Alonso está casada y tiene tres hijos.

## Reconocimientos
En 2016, Martínez Alonso fue nombrada socia de honor de la Real Sociedad Matemática Española. En 2019 fue ganadora del Premio MC a la Directiva del Año. También fue reconocida con el Premio Directiva en la 23 edición de los galardones concedidos por la Federación Española de Mujeres Directivas, Ejecutivas, Profesionales y Empresarias.